# Agrarreform
Die Agrarreform ist eine Reform, welche durch die Agrarpolitik ausgelöst wird und Maßnahmen zur Veränderung der Agrarstruktur betrifft.

## Allgemeines
Reformen betreffen allgemein die Umgestaltung bestehender Verhältnisse, meist mit Hilfe von Rechtsnormen. Auch moralische Appelle können im Rahmen der Ablaufpolitik helfen, wenn entweder klare gesetzliche Regelungen fehlen oder sich die Regierung scheut, gesetzlich bereits vorgesehene Maßnahmen sofort zu ergreifen. Agrarreformen betreffen im weiteren Sinne auch die Veränderung der Lebens- und Produktionsbedingungen auf dem Lande durch agrarrechtliche oder agrarpolitische Maßnahmen, Agrarkredite, staatliche Infrastrukturinvestitionen oder Besteuerung.
Tiefgreifende Agrarreformen werden mit Ausnahme von Afrika südlich der Sahara mit mehr oder weniger Erfolg in den meisten Ländern der Dritten Welt durchgeführt, so in Ägypten, Algerien, Indien, Iran, Kuba, Pakistan oder den Philippinen.

## Arten
Agrarreformen betreffen drei Teilgebiete der Landwirtschaft, nämlich die Landreform, die Bodenbewirtschaftung und den Agrarmarkt. Während sich die Landreform mit der Änderung der Eigentumsverhältnisse (Grundeigentum) oder der Landnutzung landwirtschaftlicher Nutzfläche befasst (Agrarstrukturreform), betrifft die Bodenbewirtschaftung beispielsweise die Betriebsgrößen oder kulturtechnische Maßnahmen zur Werterhöhung des Bodens. Häufigeren Reformen ist der Agrarmarkt ausgesetzt (Agrarmarktreformen).

## Agrarreformen in der EU
Die Gemeinsame Agrarpolitik der EU (GAP) beruht auch auf dem Grundgedanken, dass ein freier Binnenmarkt mit Agrarprodukten ohne dirigistische Eingriffe mit Rücksicht auf die Einkommenssituation der Landwirte nicht realisierbar ist. Im Januar 1962 einigte man sich auf eine einheitliche Preisfestsetzung für die meisten Agrarprodukte, auf die Bevorzugung von EU-Agrarprodukten (Agrarprotektionismus), die Stabilisierung der Einkommenssituation der Landwirte und auf die Einrichtung eines Garantiefonds für die Landwirtschaft. Im Dezember 1969 einigte man sich auch über die Finanzierung der gemeinsamen Agrarpolitik. Agrarreformen sollen in der EU die negativen Auswirkungen der Agrarmarktordnungen einschränken. Eine erste Agrarreform sorgte 1983/1984 dafür, dass es Produktionsquoten für einige Agrarprodukte gab (etwa die Milchquote) und Preisgarantien für Überschussprodukte entfielen. Eine grundlegende Agrarreform folgte im Mai 1992 und brachte im Pflanzenbau einen Abbau der Preisstützung für Getreide und Rindfleisch sowie einen Ausgleich der Preissenkungen bei der Rindfleischerzeugung.
Im Zuge der im März 1999 verabschiedeten Agrarreform Agenda 2000 soll die Wettbewerbsfähigkeit der europäischen Landwirtschaft dem Weltmarkt und damit auch die Preise dem Weltmarktpreisniveau angeglichen werden. Dazu mussten die garantierten Agrarpreise für Milch um 15 %, Getreide um 20 % und Rindfleisch um 30 % gesenkt werden; ein Ausgleich erfolgt durch Direktzahlungen. Die Umsetzung fand bis Dezember 2006 statt. Die Agrarreform von 2003 brachte in der EU eine Entkopplung der Direktzahlungen von der Agrarproduktion. In der im Dezember 2013 beschlossenen „Agrarreform 2014“ wird die Marktorientierung der Landwirtschaft fortgesetzt und die GAP noch stärker als bisher auf die Entlohnung gesellschaftlicher Leistungen ausgerichtet. Zudem werden durch das Greening die Direktzahlungen stärker an die Erfüllung von Umweltbelangen gekoppelt. Gleichzeitig bietet die GAP den Landwirten weiterhin ein Sicherheitsnetz im Falle von Marktkrisen.
Im Oktober 2020 einigten sich die Agrarminister der EU auf Kernpunkte einer weiteren Reform der GAP.

## Agrarreformen der FAO
Die Ernährungs- und Landwirtschaftsorganisation der Vereinten Nationen (FAO) hat bereits im Juli 1979 ihre erste Konferenz zur Agrarreform abgehalten, wobei sie nicht nur landwirtschaftliche (englisch agricultural), sondern auch eine umfassende ländliche (englisch rural) Entwicklung forderte. Beschlossen wurde die Schaffung sozialer Gerechtigkeit und breiter Zugang zu Landflächen und anderen Ressourcen für die arme Landbevölkerung.

## Wirtschaftliche Aspekte
Als nicht funktionierender Markt unterliegt der Agrarmarkt der staatlichen Marktregulierung, die sich als Staatsinterventionismus in Form von Agrarprotektionismus, Agrarsubventionen, Interventionspreisen (Mindest- und Höchstpreise bei Agrarpreisen) oder Produktionsquoten zeigt. Die intensive Marktregulierung führt bei politisch unerwünschten Änderungen des Marktgleichgewichts oder der Marktstruktur zu Agrarreformen.
Agrarreformen wirken sich auf das Einkommen und/oder Vermögen der Marktteilnehmer aus. Da Art. 39 AEUV neben dem Ziel der Versorgungssicherheit auch die Sicherung einer angemessenen Lebenshaltung der Landwirte verfolgt, soll ihr Pro-Kopf-Einkommen erhöht werden. Das Vermögen kann durch Bodenreformen (etwa Flurbereinigung) betroffen sein. Ziel der Agrarreformen ist die Verbesserung des Lebensstandards der Landbevölkerung sowie der Produktivitätssteigerung der Landwirtschaft.